# Lalli (cantante)
Lalli, pseudonimo di Marinella Ollino (Asti, 18 agosto 1956), è una cantautrice italiana.
Astigiana d'origine ma torinese d'adozione, non molto nota al grande pubblico, è considerata dalla critica una delle migliori voci della scena rock alternativa italiana.

## Biografia

### Coi Franti
Calca le scene fin dalla seconda metà degli anni '70 come voce del gruppo torinese dei Franti in cui militano anche Stefano Giaccone, Marco Ciari, Massimo d'Ambrosio e Vanni Picciuolo. Anche se apparentemente misconosciuti, i Franti costituiscono il seminale punto di partenza del movimento dark-punk anarchico italiano. Precursori del movimento del no-copyright, da loro definito "una legge fascista che limita la diffusione delle idee", hanno autoprodotto i loro dischi incitandone la libera distribuzione. Lalli è fin quasi dall'inizio la voce del progetto Franti ed oggi porta avanti con indiscutibile coerenza il prosieguo di quel filo iniziato trent'anni fa.

### Prime collaborazioni e l'inizio dell'attività solista
Dopo lo scioglimento dei Franti, Lalli ha dato vita assieme a Stefano Giaccone, a numerosi progetti tra i quali vale la pena ricordare gli Environs, Orsi Lucille, Howth Castle, Ishi oltre alla riunione dei Franti, nel 1991, per incidere le canzoni del gruppo-progetto collaterale Il lungo addio.
Per l'esordio solista bisogna però aspettare il 1998 quanto incide un album - Tempo di vento - prodotto da Mario Congiu e pubblicato dalle edizioni Il manifesto, che ottiene un buon successo di pubblico e di critica; è infatti considerato da Rockerilla il miglior disco di rock italiano del 1998, mentre Il Mucchio Selvaggio le assegna il Premio Fuori dal Mucchio come miglior disco d'esordio italiano.
Nel 1999, sempre con la produzione di Congiu, è la volta di un mini cd intitolato Tra le dune di qui. Cinque canzoni che le fruttano il Premio speciale della Giuria nella quinta Edizione del Concorso nazionale di musica d'autore Piero Ciampi.

### Gli anni 2000
Nel 2000, insieme al chitarrista Pietro Salizzoni scrive un nuovo brano, Testastorta, per la colonna sonora del film Preferisco il rumore del mare diretto da Mimmo Calopresti.
Nel frattempo, Lalli è interprete, assieme al chitarrista argentino Miguel Angel Acosta, di uno spettacolo tributo alla musica sudamericana, intitolato Vengo a ofrecer mi corazón.
Nel 2002, sempre per le edizioni Il manifesto esce il suo terzo lavoro: All'improvviso, nella mia stanza che contiene anche il brano Testastorta. L'album è scritto a quattro mani con Pietro Salizzoni che, insieme a Carlo Ubaldo Rossi, ne è anche produttore. Anche questo lavoro è stato valutato ottimamente dalla critica, come Gabriele Ferraris de La Stampa che l'ha definito un capolavoro.
Partecipa nel 2003 all'album tributo a Fabrizio De André Mille papaveri rossi, interpretando Ave Maria incisa dal cantautore genovese nell'album La buona novella. Nel 2004 è la volta di una collaborazione di prestigio. Lalli è infatti - insieme a Nada, Marina Parente e Fiamma - una delle voci soliste dell'apprezzato primo album dell'ex chitarrista dei CCCP - Fedeli alla linea e dei Consorzio Suonatori Indipendenti, Massimo Zamboni: Sorella sconfitta. Bisogna però aspettare il 2006 per trovare un nuovo lavoro a suo nome: Èlìa che non è solo il titolo dell'album ma quello di un progetto artistico di Lalli e di Pietro Salizzoni (che non a caso firma l'album) che coinvolge anche una serie di musicisti (Stefano Risso, Matteo Castellan, Donato Stolfi) che avevano già collaborato alla realizzazione del precedente All'improvviso, nella mia stanza.
Nel 2004 ha esordito come attrice nel film Nemmeno il destino di Daniele Gaglianone, interpretando la parte di Adele, la madre malata di mente di Alessandro.
Nel 2006 ha partecipato alla riunione dei Franti per due concerti in occasione dell'uscita della raccolta completa delle loro registrazioni.
Nel 2012 pubblica sempre con Pietro Salizzoni il secondo lavoro del progetto Elìa, l'album dal vivo Elìa in concerto
Nel 2016 inizia la collaborazione con Stefano Risso, pubblicando l'album Un tempo, appena, la cui copertina viene disegnata dalla fumettista Lorena Canottiere. Tale collaborazione prosegue e porta a Qui, uscito nel 2023 (ancora con una copertina disegnata da Lorena Canottiere).

## Discografia

### Da solista
- 1998 – Tempo di vento
- 1999 – Tra le dune di qui
- 2003 – All'improvviso, nella mia stanza
- 2016 – Un tempo, appena (con Stefano Risso)
- 2023 – Qui (con Stefano Risso)

### Con i Franti
- 1983 – Luna nera
- 1984 – Contrazione/Franti (con i Contrazione)
- 1986 – Il giardino delle quindici pietre
- 1987 – Non classificato (raccolta, 2cd)
- 1999 – Non classificato (raccolta, nuova edizione 3cd)
- 2006 – Estamos en todas partes

### Con gli Elìa
- 2006 – Èlìa
- 2012 – Elìa in concerto

### Collaborazioni
- 1997 – Les mystéres des voix vulgaires #2 (con il brano Tempo di vento in una diversa versione)
- 2000 – Kenze Neke (dei Kenze Neke, con i brani Barboni e Zente)
- 2003 – Mille papaveri rossi (con la canzone Ave Maria)
- 2003 – Non più i cadaveri dei soldati (un omaggio a Fabrizio De André) (con la canzone Ave Maria)
- 2004 – Mantova Musica Festival 2004 (con la canzone Stella)
- 2004 – Sorella sconfitta (di Massimo Zamboni)
- 2001 – Come fiori in mare - Luigi Tenco Riletto (con la canzone Vedrai, Vedrai)
- 2009 – Con tutte le carte in regola - Omaggio a Piero Ciampi (con la canzone Disse: Non Dio, decido io insieme a Giorgio Li Calzi e Pietro Salizzoni)